# Vercelli
Vercelli és una ciutat d'Itàlia a la regió del Piemont, província de Vercelli. Té uns 60.000 habitants i és a la riba dreta del riu Sesia. És al mig d'una gran plana molt ben irrigada i conreada d'arròs, producte del qual és el mercat europeu més important. El seu nom derivaria de la paraula celta d'arrel teutònica Wercel (Guàrdia dels celtes).

## Història
Va ser la ciutat més important dels libiquis (en llatí Oppidium Vercellae, en grec antic Οὐερκέλλαι) i estava integrada a la Gàl·lia Cisalpina. En temps d'Estrabó era una ciutat no fortificada, però posteriorment va ser emmurallada i, segons Tàcit, era un municipi molt fort, encara que no gaire important. L'any 101 aC es va lliurar una batalla a la rodalia entre els romans dirigits pel cònsol Gai Mari i els cimbres que van ser derrotats a la batalla de Campi Raudii. L'any 89 aC la ciutat va rebre el dret llatí. En aquesta ciutat la via de Ticinum a Augusta Pretoria (Aosta) tenia un desviament cap a Milà. Tenia mines d'or a un lloc proper anomenat Ictimuli o Vicus Ictimulorum, on vivien els ictimuls. La seva deïtat més adorada era Apol·lo i per això la ciutat s'anomenava també Apollinae Vercellae. Tenia almenys un temple consagrat al seu culte. En parlen Ciceró i Plini el Vell. Va subsistir com a municipi durant l'Imperi, i al segle iv era seu d'un bisbe (el primer va ser Eusebi, després sant), però va entrar en decadència al segle v.
Els longobards la van ocupar i es va convertir en seu d'un dels seus ducs. Quan els francs van conquerir el Regne Longobard, va ser la seu d'un comte. El comtat va subsistir fins al 899 quan els hongaresos el van assolar, i després el poder va passar al bisbe de la ciutat. A partir de l'any 1000 més o menys era una comuna lliure on amb el temps el poder se'l disputaven dues famílies, els güelfs Avogrado, i els gibel·lins Tizzoni.
La senyoria va passar als Visconti de Milà l'any 1335 que la van cedir a la casa de Savoia el 1427. Del 1469 fins a la seva mort el 1472 va viure a la ciutat Amadeu IX de Savoia. L'any 1553 els francesos la van assetjar. Els clergues locals van amagar el llençol sant que era en aquell moment a la ciutat. Els castellans la van ocupar del 1638 al 1659, i França (breument) el 1704.
Va passar a domini francès l'any 1798, però després d'alguns canvis el 1814 va tornar als savoians. El rei de Sardenya, de la casa de Savoia, va ser rei d'Itàlia des del 1848 i va unificar el país el 1860.

## Monuments

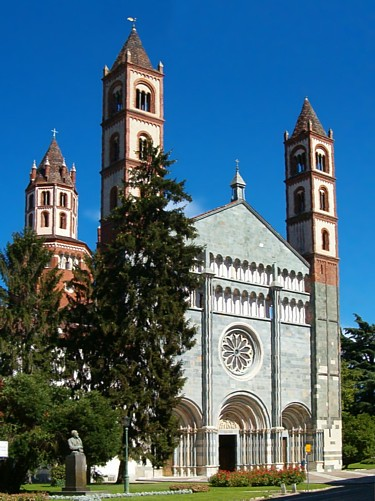
Basílica de Sant'Andrea.

El monument més destacat de la ciutat és la basílica de Sant' Andrea començada el 1219, que és una barreja d'estils: llombard, gòtic i romànic, amb una abadia cistercenca afegida que té un claustre molt notable.
La catedral dedicada a Sant Eusebi data en part del 1572 i conté moltes obres d'art i literàries, i en especial el famós llibre de Vercelli o Codex Vercellensis (un antic manuscrit anglès del segle x amb poemes notables) i un llibre de lleis llombardes del segle viii entre d'altres.
Altres edificis són la Torre dell'Angelo situada prop de l'antiga plaça del mercat, i la Torre di Città a la via Gioberti.
Els museus de la ciutat són el Borgogna (pintures de Ticià i de Jan Brueghel el Vell, i d'una sèrie de pintors piemontesos dels segles XV i XVI que van florir a la ciutat); i el Museu Camilo Leone, amb objectes d'arqueologia, història i arts decoratives.

## Personatges rellevants
Personatges rellevants nascuts a Vercelli, entre d'altres foren:
- Giovani Antonio Bazzi conegut com Il Sodoma (1477-1549?), destacat pintor.
- Carlo Giovanni Testori (1714 – 1782), compositor, violinista i musicògraf.